# یوکالی‌کولوو
یوکالی‌کولوو (انگلیسی: Yukalikulevo) یک شهرک در شهرستان دیورتیورلینسکی در استان باشقیرستان کشور روسیه است.